# Данило Нечай

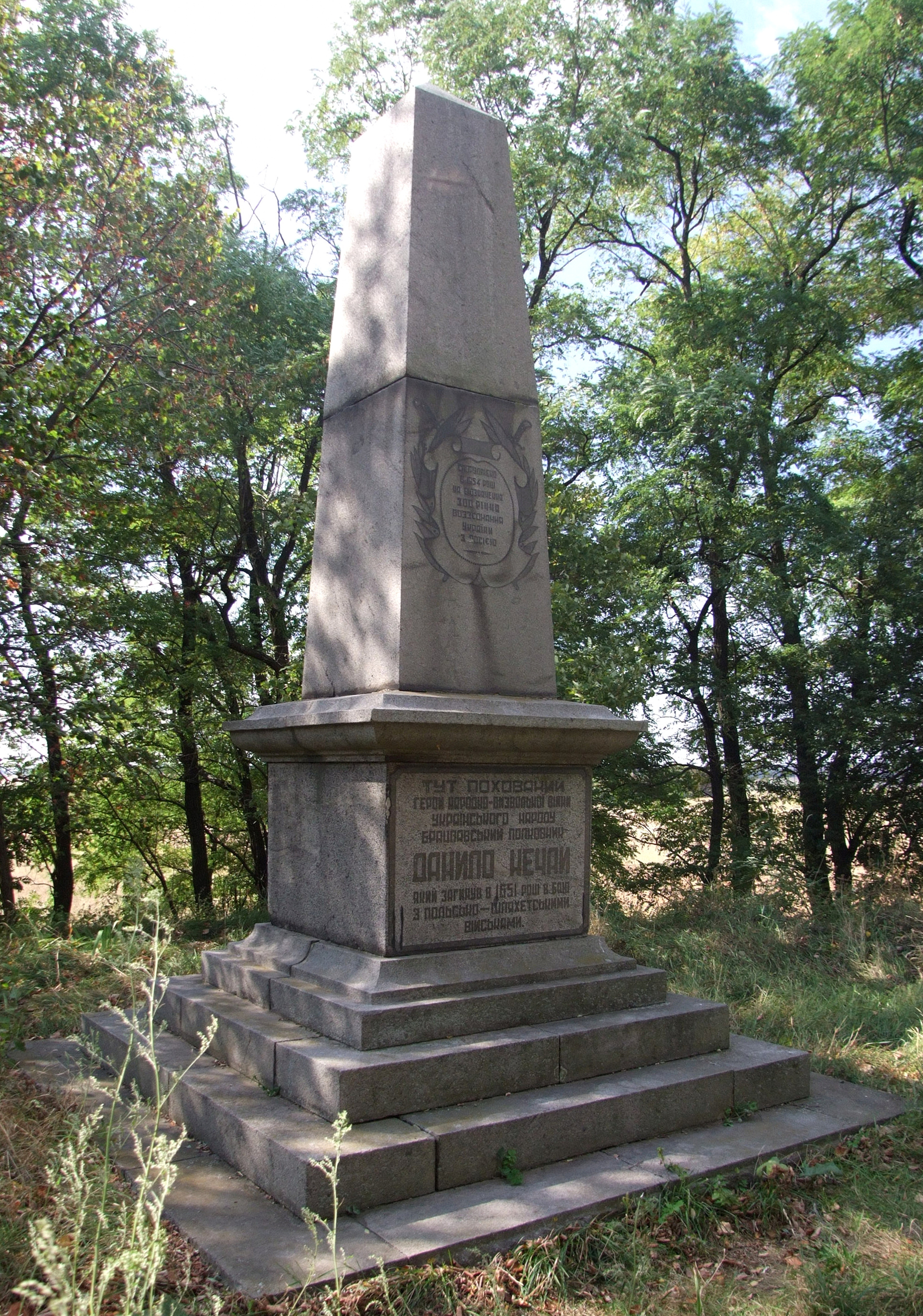
Могила Данила Нечая біля Черемошного

Дани́ло Неча́й (1612 (?) — 10 лютого 1651) — український військовий діяч, полковник брацлавський.

## Життєпис

### До 1648
Данило Нечай походив з української православної шляхти, власного гербу Побуг відмінний. За даними польського дослідника Веслава Маєвського, родина Д. Нечая що осіла на Київщині, походила з Мстиславльщини. Народився, ймовірно, у Барі. Мав трьох братів:
- Матвій Нечай був сотником, а згодом наказним полковником Уманського полку
- Іван Нечай був могилівським полковником
- Юрко був в Могилівськом полку сотником (чи старшиною в 1656-59 роках); взятий в полон московитами у Бихові 13-14 грудня 1659 року, засланий до Тобольська 1660 року.

Будучи свояками через шлюб Івана з донькою Хмельницького Степанидою, брати здійснювали повний контроль над козацькими формуваннями Білої Русі.

### 1648— 1650рр.
Нечай входив до складу радикально налаштованого старшинського угруповування разом з Кривоносом, Гладким та Мозирею. З новим гетьманом — Богданом Хмельницьким — мав часті суперечки. З початком національно-визвольної війни брав участь у здобутті козаками Кодака, у битві під Жовтими Водами, у битві під Корсунем, обложив Бродівський замок. Організував Брацлавський полк. Потім став одним із соратників Максима Кривоноса, відзначився в боях на Вінниччині, під Меджибожем. Як брацлавський полковник брав участь: у битві під Старокостянтиновом: зокрема, перед 10 вересня 1648 його загін взяв місто, 14 вересня відбив штурм війська Речі Посполитої; битві під Пилявцями, в облозі Львова та Замостя. Після повернення до Києва з волі Б. Хмельницького Нечай командував київським гарнізоном, вів переговори з дипломатами Речі Посполитої у Києві та Переяславі (поч. 1649 р.; зокрема, 22 (12) березня 1649 з Шаргорода написав листа до реґіментаря Станіслава Лянцкоронського, в якому застерігав його від виправи в сторону демаркаційної лінії). Його полк облягав Збараж, відіграв значну роль у Зборівській битві. 1650 року:
- разом з Матвієм Гладким здобув Сороки і тодішню столицю Молдавії Ясси (вересень[2]), цим примусивши молдавського господаря Василя Лупула до укладення союзу з Хмельницьким
- вислав свого брата Івана, який, правдоподібно, відігравав роль «зв'язкового» з татарами, до Криму вивчати кримсько-татарську мову.[2]

### 1651р.
В лютому 1651 р. 40-тисячне коронне військо на чолі з Марціном Калиновським пішло на Поділля. Нечай зі своїм полком (близько 3 000 осіб) кинувся йому назустріч. Під Красним на Вінниччині він вирішив зупинитися. Дізнавшись, що головний бунтівник перебуває зовсім недалеко і вислав передову сторожу під орудою сотника Шпаченка в містечко Ворошилівка, Марцін Калиновський не встояв перед спокусою одним махом розправитися з ненависним брацлавським полковником. 9 лютого під покровом ночі 4-тисячний загін драгунів (передова сторожа на чолі зі С. Лянцкоронським) підкрався до Ворошилівки, оточив її і вирубав до ноги сторожу й усе населення містечка, щоб хтось, чого доброго, не попередив Нечая. Основні сили в цей час у цілковитій тиші рухались до Красного, куди добрались посеред ночі. Козаки біля брами не очікували нападу, бо вважали, що то повертається сотня Шпаченка, тож драгуни майже безперешкодно увірвались на сонні вулиці — напередодні козаки святкували масницю і тепер, нетверезі, спали безпробудним сном. Сам Нечай був впевнений, що ворог далеко, і що Шпаченко в разі небезпеки повідомить його. Тому він безпечно гуляв, поки вороги обступили місто і почали штурм. Нечай героїчно бився, отримав безліч поранень.
За даними Веслава Маєвського, був взятий в полон Казимиром Пісочинським, вбитий під час суперечки щодо полоненого.
Врешті ворожа куля полегшила його муки і відправила на той світ. Учасник тих подій — польський жовнір Станіслав Освєнцім — так писав в своєму щоденнику: 
«Нечай, полковник брацлавський, один з найголовніших серед повстанців бунтівник, якому самі козаки надавали перше місце після Хмельницького, скочив на коня і робив сам те, що належало робити доброму юнакові, і козаків спонукав пірначем до оборони. Але, не маючи можливості організувати належний опір, мужньо обороняючись поліг.»
Пізніше виникла суперечка через його срібну булаву між М. Калиновським та С. Лянцкоронським.

### Поховання
За переказами, Нечая поховали у братській могилі у с. Черемошному; згідно з нещодавно виявленими даними, його тіло привезли до Києва й там поховали (вочевидь, в одному з київських монастирів).
Очевидець подій Ольбрахт Радзивілл описував, що коронні вояки, потрапивши у замок, зайшли до церкви, де застали відправу над Нечаєм: тіло лежало на килимі, біля нього — 4 попи і брат, яких зарубали. Анонімний щоденник стверджував, що козаки забрали тіло до замкової башти, поклали на оксамиті, запалили свічки; священика, який співав псалми, забрали і привели до М. Калиновського, потім «німці обложили вогнем і так його… спекли припоминаючи…, як то козаки знущалися над християнськими священиками».

## Пам'ять

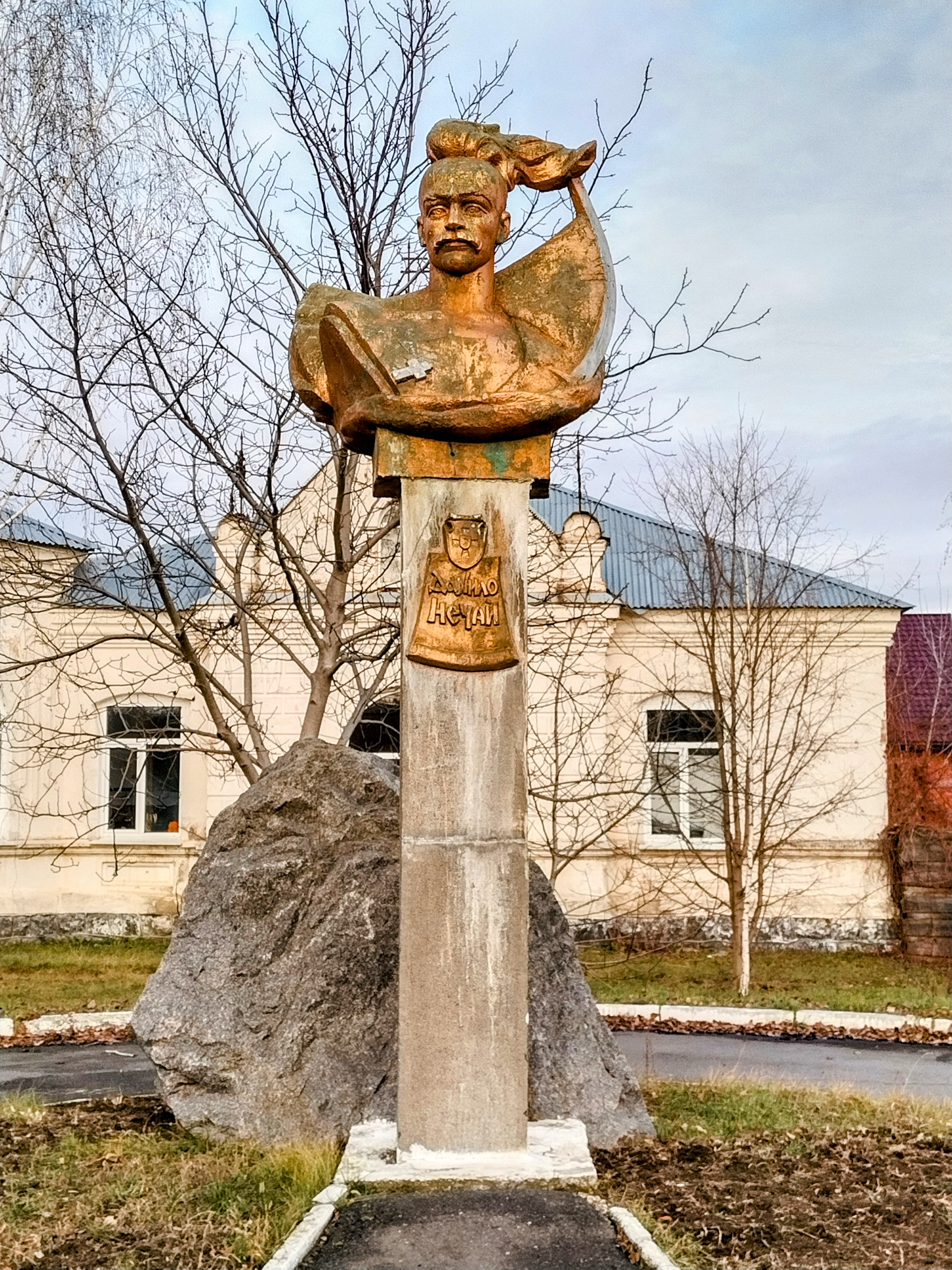
Пам'ятник Данилові Нечаю у Брацлаві

На честь Данила Нечая названі вулиці у деяких містах України.
У смт Брацлав є погруддя Данилу Нечаю біля музичної школи по вул. Шкільна.
14 жовтня 2020 року 40-му полку Національної гвардії України було присвоєно почесне найменування «імені полковника Данила Нечая».

### У літературі
- Адріан Кащенко (1919). Славні побратими . Відень — Катеринослав: Українське видавництво.
- «Данило Нечай» — повість Теодора Микитина
- «Данило Нечай» — історична повість Олелька Островського
- «Лицар» — історичний роман дилогії «Тризна» [Архівовано 4 березня 2016 у Wayback Machine.] Олександра Дмитрука.
- «Полковник Данило Нечай» — історична повість Юліяна Радзикевича (1961)
- «Переяславська Рада» — Натан Рибак
- «Іван Богун» — історичний роман Юрія Сороки (2008)

### Інше
- Пластовий юнацький курінь № 105 носить ім'я Данила Нечая